# قضية كراتشي

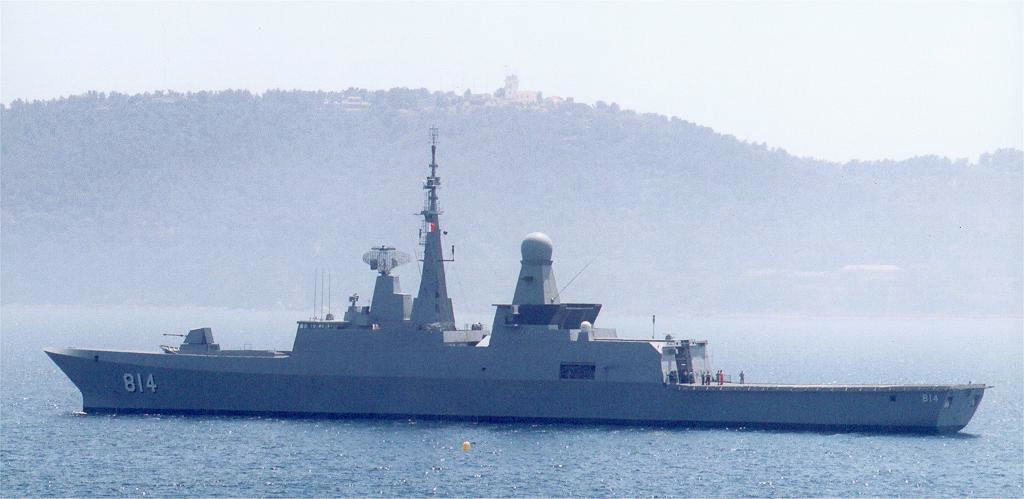
الفرقاطة السعودية من فئة لافاييت.

قضية كراتشي، أو قضية الفرقاطات السعودية والغواصات الباكستانية، هي قضية سياسية مالية تتعلق بعدة عقود تسليح وُقعت في عام 1994، أحدها كان ينص على بيع فرنسا فرقاطات للسعودية، والآخر كان بشأن بيع غواصات لباكستان.
أدت هذه العقود إلى دفع عمولات، بعضها لوسطاء لم يكن لهم دور في توقيع العقود. بعد نسيان هذه القضية من قبل العدالة ووسائل الإعلام لحوالي خمسة عشر عامًا، فُتح تحقيق في عام 2010، تلاه ثلاث سنوات من التحقيق. أجريت محاكمتان في عامي 2019 و2021، وأسفرتا عن إدانة زياد تقي الدين وعبد الرحمن العسير (وسطاء)، ودومينيك كاستيلان (الرئيس التنفيذي للفرع الدولي لإدارة الإنشاءات البحرية)، ونيكولا بازير (مدير مكتب رئيس الوزراء)، ورينو دونيديو دي فابريس (رئيس مكتب وزير الدفاع)، وتيري جوبير (متعاون مع وزير الميزانية نيكولا ساركوزي)، وفرانسوا ليوتار (وزير الدفاع) بتهمة إساءة استخدام الأصول الاجتماعية.
جزء من هذه العمولات كان يُفترض أنها مولت حملة رئيس الوزراء الفرنسي إدوارد بالادور في الانتخابات الرئاسية لعام 1995، غير أن التمويل غير القانوني للحملة الانتخابية لم يُثبت قضائيًا.
الرابط المفترض بين هذه القضية السياسية المالية وهجوم 8 مايو 2002 في كراتشي، باكستان، الذي أطلق التحقيق المؤدي إلى هذه القضية، لا يزال افتراضيًا حتى اليوم، ولم يُثبت بعد. على عكس قضايا أخرى، كان لهذه القضية صدى محدود في الرأي العام بسبب تعقيدها والفترة الطويلة بين الأحداث والكشف عنها.